# یورگن کرافت
یورگن کرافت (انگلیسی: Jürgen Kraft; ۲۶ نوامبر ۱۹۵۱ – ۱۱ ژوئن ۲۰۰۲) دوچرخه‌سوار اهل آلمان بود.